# Цамбла Алта (Бергамо)
Цамбла Алта је насеље у Италији у округу Бергамо, региону Ломбардија.
Према процени из 2011. у насељу је живело 172 становника. Насеље се налази на надморској висини од 1212 м.